# Cidariplura ochreimacula
Cidariplura ochreimacula är en fjärilsart som beskrevs av Embrik Strand 1919. Cidariplura ochreimacula ingår i släktet Cidariplura och familjen nattflyn. Inga underarter finns listade i Catalogue of Life.